# Geranomyia hedosyne
Geranomyia hedosyne là một loài ruồi trong họ Limoniidae. Chúng phân bố ở miền Australasia.